# Convenio sobre la prohibición de las peores formas de trabajo infantil
El Convenio sobre la prohibición de las peores formas de trabajo infantil y la acción inmediata para su eliminación, también conocido como  Convenio sobre las peores formas de trabajo infantil, fue aprobado por la Organización Internacional del Trabajo (OIT) en 1999 como el Convenio n.º 182. Es uno de los ocho convenios fundamentales de la OIT.
Al ratificar el Convenio n.º 182, un Estado se compromete a tomar medidas inmediatas para prohibir y erradicar las peores formas de trabajo infantil. 

## Peores formas de trabajo infantil
El artículo 3 del convenio incluye las siguientes peores formas de trabajo infantil:

a) todas las formas de esclavitud o las prácticas análogas a la esclavitud, como la venta y el tráfico de niños, la servidumbre por deudas y la condición de siervo, y el trabajo forzoso u obligatorio, incluido el reclutamiento forzoso u obligatorio de niños para utilizarlos en conflictos armados;

b) la utilización, el reclutamiento o la oferta de niños para la prostitución, la producción de pornografía o actuaciones pornográficas;

c) la utilización, el reclutamiento o la oferta de niños para la realización de actividades ilícitas, en particular la producción y el tráfico de estupefacientes, tal como se definen en los tratados internacionales pertinentes, y

d) el trabajo que, por su naturaleza o por las condiciones en que se lleva a cabo, es probable que dañe la salud, la seguridad o la moralidad de los niños.
Convenio n.º 182, Artículo 3.

## Determinación de las formas más peligrosas del trabajo infantil
La última categoría se refiere a trabajo infantil que puede considerarse peligroso para los niños, lo que será determinado por las leyes existentes y las organizaciones empresariales y sindicales de cada país:

Los tipos de trabajo a que se refiere el artículo 3, d) deberán ser determinados por la legislación nacional o por la autoridad competente, previa consulta con las organizaciones de empleadores y de trabajadores interesadas y tomando en consideración las normas internacionales en la materia, en particular los párrafos 3 y 4 de la Recomendación sobre las peores formas de trabajo infantil, 1999.
Convenio n.º 182, Artículo 4.

El convenio recomienda que los programas de acción se preocupen específicamente por los niños más pequeños, las niñas, las situaciones de trabajo oculto en las que las niñas corren un riesgo especial, y otros grupos de niños vulnerables o con necesidades especiales. La Recomendación sobre las peores formas de trabajo infantil de la OIT (Recomendación n.º 190) contiene recomendaciones sobre los tipos de peligros cuya inclusión debe ser considerado en cada país.

## Ratificación
Hasta 2022, el convenio ha sido ratificado por 187 de los 187 Estados miembros de la OIT. Siendo el Reino de Tonga el último estado signatario, cuando en agosto de 2020 Titilupe Fanetupouvava'u Tuita-Tupou Tu'ivakano, la Alta Comisionada en el Reino Unido firmó el convenio en representación de su país.
El convenio tampoco se ha extendido a varios territorios no metropolitanos de los Estados que ratificaron el convenio:
| Estado                    | territorio no metropolitano                                                                        |
| ------------------------- | -------------------------------------------------------------------------------------------------- |
| Australia                 | Isla Norfolk                                                                                       |
| Dinamarca                 | Islas Feroe, Groenlandia                                                                           |
| Francia                   | Polinesia Francesa, Nueva Caledonia Tierras Australes y Antárticas Francesas                       |
| Reino de los Países Bajos | Curazao, San Martín y el Caribe Neerlandés                                                         |
| Nueva Zelanda             | Tokelau                                                                                            |
| Estados Unidos            | Samoa Americana, Guam, Islas Marianas del Norte, Puerto Rico, Islas Vírgenes de los Estados Unidos |
| Reino Unido               | Anguila, Bermudas, Islas Vírgenes Británicas, Gibraltar, Isla de Man, Jersey, Montserrat           |

## Programas de apoyo para los países firmantes
Existen varios programas, coordinadas por la OIT u otras organizaciones de la ONU, para promover la adhesión al convenio:
- Programas de la Organización Internacional del Trabajo que abordan las peores formas de trabajo infantil
  - Programas de duración determinada para la erradicación de las peores formas de trabajo infantil;[8]
  - Programa Internacional para la Erradicación del Trabajo Infantil;[9]
  - Programas para los países sobre la explotación sexual comercial de los niños.

El Relator Especial sobre la venta de niños, la prostitución infantil y la pornografía infantil desempeña un papel en la coordinación de las actividades.